# Uysanus eumaea
Uysanus eumaea är en insektsart som först beskrevs av Ronald Gordon Fennah 1957.  Uysanus eumaea ingår i släktet Uysanus och familjen Flatidae. Inga underarter finns listade i Catalogue of Life.